# Margretheholm
Margretheholm er en bydel i København, beliggende som en del af Christianshavns voldterræn og en forlængelse af Holmen. Området var tidligere et militært område, men er i dag omdannet til et boligkvarter med en blanding af lejligheder, rækkehuse og ungdomsboliger.

## Historie
I 1920'erne blev et nyt areal opfyldt ud for Flådens område på Nyholm, hvor der blev opført en station for vandflyvemaskiner. Området var en kunstig halvø uden et officielt navn, men i 1947 blev det navngivet Margretheholm efter prinsesse Margrethe, datter af prins Valdemar.
Området var oprindeligt en del af Flådestation Holmen, men efter militærets udflytning blev det gradvist omdannet til en civil bydel. I perioden 2003–2014 blev der opført en større boligbebyggelse kaldet Udsigten, tegnet af arkitektfirmaet Vandkunsten. Navnet refererer til beboernes udsigt både over Øresund og ind mod Københavns centrum. En del af byggeriet består af en mere end 500 meter lang boligblok, der er "knækket" flere steder for at skabe en varieret facade.

## Bebyggelse og infrastruktur
Området består af en kombination af lejeboliger, ejerboliger og studieboliger. Flere større boligprojekter er opført i bydelen:
- Udsigten: 458 lejligheder, hvoraf 328 er lejeboliger og 130 er ejerboliger.
- Byhusene etape 1: 80 rækkehuse med sorte facader.
- Byhusene etape 2: 62 rækkehuse opført med facader i teglskaller.
- Konstabelskolen: Den tidligere Konstabelskole er renoveret og rummer 84 ungdomsboliger.[2]

## Vejnet
Hovedvejen gennem bydelen er Margretheholmsvej, som forbinder området med Forlandet. Sidevejene Luftmarinegade, Flyhangargade og Søflygade har navne, der refererer til områdets tidligere anvendelse som luftmarinestation.
Margretheholm ligger i nærheden af Christianshavn, Copenhill, Operaen og lystbådehavnen Lynetten og er præget af en blanding af grønne områder og havnemiljø.